# 富山県高等学校の廃校一覧
富山県高等学校の廃校一覧（とやまけんこうとうがっこうのはいこういちらん）とは、富山県の廃校となった高等学校の一覧。対象となるのは学制改革（1948年）以降に廃校となった高等学校と分校である。名称は廃校当時のもの。廃校時に属していた自治体が合併により消滅している場合は現行の自治体に含める。また、現在休校中の学校は公式には存続していることとなっているが、休校中の学校は事実上廃校となっている場合が多いため、便宜上本項に記載する。
小学校や中学校と異なり、生徒が在学中に在籍校が変更となることはほとんどなく、新設校が開校する年と旧校が閉校となる年は異なることが多い。また、統合した場合でも片方の高等学校が旧校の生徒が卒業するまで存続扱いとなる場合もある。

## 富山市
- 富山県立富山工業高等学校〈旧〉（1948年統合により富山県立富山西部高等学校となり、1951年富山県立富山工業高等学校〈新〉へ再改称）[1]
- 富山市立富山工業高等学校（同上）[1]
- 富山県立婦負高等学校（同上）[1]
- 富山県立西部女子高等学校（同上）[1]
- 富山県立富山薬業高等学校（1948年9月1日富山北部高〈旧〉開校に伴い閉校）[2]
- 富山県立富山高等学校〈旧〉（1948年9月1日富山東部女子高と統合し富山県立富山南部高等学校となり、1953年富山県立富山高等学校へ再改称）[注釈 1]
- 富山県立富山東部女子高等学校（1948年9月1日富山高〈旧〉と統合し富山南部高へ）
- 富山県立富山女子高等学校（1948年富山南部高へ統合、1956年再独立、2002年富山県立富山いずみ高等学校へ改称）[4]
- 大谷女子高等学校（1950年4月藤園女子高等学校〈現：龍谷富山高等学校〉へ統合）[注釈 2]
- 富山県立富山高等学校上滝分校[5]
- 富山県立富山高等学校大沢野分校[6]
- 富山県立富山高等学校大久保分校[7]
- 富山県立雄峰高等学校大沢野分校（2003年）[8]
- 富山県立大沢野工業高等学校（2012年富山工業高へ統合）[1]
- 富山県立富山北部高等学校〈旧〉（2020年水橋高と統合し富山県立富山北部高等学校〈新〉へ）[9]
- 富山県立水橋高等学校（2020年富山北部高〈旧〉と統合し富山北部高〈新〉となり[9]、2022年廃校[10]）

## 高岡市
- 富山県立高岡高等学校〈旧〉（1948年統合により富山県立高岡高等学校〈新〉へ）[11]
- 富山県立高岡東部女子高等学校（同上）[11][注釈 3]
- 富山県立高岡工芸高等学校〈旧〉（1948年統合により高岡高〈新〉となるも、1950年再独立）[12]
- 富山県立戸出女子高等学校（1976年富山県立高岡南高等学校へ統合）[注釈 4]
- 富山県立二上工業高等学校（2012年富山県立高岡工芸高等学校へ統合）[注釈 5]
- 富山県立高岡西高等学校（2022年高岡高へ統合）[11]

## 魚津市
- 富山県立魚津女子高等学校（1948年9月1日富山県立魚津高等学校へ統合）[13]
- 富山県立新川女子高等学校（2003年富山県立新川みどり野高等学校へ統合）[14]

## 氷見市
- 富山県立氷見高等学校〈初代〉（1948年9月統合により氷見高〈2代目〉へ）[15]
- 富山県立氷見農林水産高等学校（同上）[15]
- 富山県立氷見女子高等学校（1948年9月氷見高分室となり、1951年有磯高として独立）[15]
- 富山県立氷見高等学校〈2代目〉（2012年有磯高と統合し富山県立氷見高等学校〈3代目〉へ）[15]
- 富山県立有磯高等学校（2012年氷見高〈2代目〉と統合し氷見高〈3代目〉へ）[15]

## 滑川市
- 富山県立滑川高等学校〈旧〉（1948年9月統合により富山県立滑川高等学校〈新〉へ）[16]
- 富山県立滑川女子高等学校（同上）[16]
- 富山県立水橋高等学校（同上）[16][注釈 6]
- 富山県立水産高等学校〈初代〉（1948年9月滑川高〈新〉となるも、1950年水産高〈2代目〉として独立、2000年海洋高へ改称）[16]
- 富山県立海洋高等学校（2012年滑川高へ統合）[16]

## 黒部市
- 富山県立雄峰高等学校生地分校（1990年）[8]

## 小矢部市
- 富山県立津沢高等学校水島分校（1953年）[17]
- 富山県立石動高等学校南谷分校〈初代〉（1953年）[18]
- 富山県立石動高等学校福岡分校〈初代〉（1953年）[18]
- 富山県立石動高等学校荒川分校（1953年）[18]
- 富山県立石動高等学校西五位分校（1953年）[18]
- 富山県立石動高等学校松沢分校（1953年）[18]
- 富山県立石動高等学校南谷分校〈2代目〉（1953年4月再設置、1958年募集停止）[18]
- 富山県立石動高等学校福岡分校〈2代目〉（1953年9月再設置、1963年若林分校へ統合）[18]
- 富山県立石動高等学校若林分校（1966年富山産業高小矢部教場新設に伴い廃校）[19]
- 富山県立小矢部産業高等学校（1968年富山産業高小矢部教場から改称、1974年石動高小矢部分校となり、1995年富山県立小矢部園芸高等学校として再独立）[20]
- 富山県立砺波女子高等学校（2001年開校の富山県立となみ野高等学校へ統合、2003年閉校）[17]

## 南砺市
- 富山県立福野高等学校北山田分校（1956年福野高等学校福光分校に統合）[21]
- 富山県立福野高等学校大美分校（同上）[21]
- 富山県立雄峰高等学校福光学級（1964年）[21]
- 富山県立雄峰高等学校南砺分校（2004年）[8]
- 富山県立南砺総合高等学校井波高等学校（2010年富山県立南砺福野高等学校へ統合[22]、2012年閉校）
- 富山県立南砺福光高等学校（2020年南砺福野高へ統合[22]、2022年閉校[23]）

## 射水市
- 富山県立射水高等学校（1948年9月新湊女子高と統合し富山県立新湊高等学校〈当時：高岡東部高〉へ）[24]
- 富山県立新湊女子高等学校（1948年9月射水高と統合し新湊高へ）[24]
- 国立富山商船高等学校（富山商船高専発足に伴い、1969年本科、1971年専攻科を閉科）[25]

## 下新川郡
- 富山県立泊高等学校（2022年富山県立入善高等学校へ統合）[26]